# Trochosmilia cornicula
Espèce
Trochosmilia cornicula est une espèce fossile de coraux de la famille des Caryophylliidae.

## Répartition
Ce fossile a été découvert dans les environs de Nice (département des Alpes-Maritimes, France).

## Description
Dans sa publication, Hardouin Michelin en donne la description suivante : 

« Cette espèce, arrivée à un certain âge, s’allonge et forme un cylindre assez irrégulier. Elle parait être assez commune. »

## Classification
Le nom valide complet (avec auteur) de ce taxon est Trochosmilia cornicula (Michelin, 1846).
L'espèce a été initialement classée dans le genre Turbinolia sous le protonyme Turbinolia corniculum Michelin, 1846,.
Trochosmilia cornicula a pour synonymes :
- Lasmophyllia corniculum (Michelin, 1846)
- Turbinolia corniculum Michelin, 1846
- Turbinolia hemisphaerica Michelin, 1846

### Publication originale
- (fr + la) Hardouin Michelin, Iconographie zoophytologique, description par localités et terrains des Polypiers fossiles de France et pays environnants etc., Paris, P. Bertrand, 1846, 348 p. (lire en ligne), p. 267 (planche 61, figure 4).